# August Wilckens
Georg Christoph August Wilckens (født 25. juni 1870 i Kabdrup nord for Haderslev. død 3. august 1939 i Sønderho) var en tysk maler.
Han blev uddannet maler i henholdsvis München, Nürnberg og Dresden og arbejdede som professor på Kunstakademiet i Dresden fra 1916. Om sommeren opholdt han sig på Fanø. Hans motiver er især portrætter, figurbilleder, desuden udførte han en række offentlige udsmykninger i Slesvig-Holsten. Udsmykningerne består dels af restaureringer af kalkmalerier i kirker, bl.a. i Møgeltønder Kirke og Starup Kirke, dels af nye vægmalerier i freskoteknik.